# Nový Vestec
Nový Vestec település Csehországban, a Kelet-prágai járásban. Nový Vestec Brandýs nad Labem-Stará Boleslav, Zápy, Lázně Toušeň, Káraný és Skorkov településekkel határos. Lakosainak száma 503 fő (2024. január 1.).

## Népesség
A település lakosságának változását az alábbi diagram mutatja:
| Lakosok száma | 94   | 130  | 141  | 345  | 268  | 409  | 417  | 448  | 546  | 503  |
|               | 1869 | 1900 | 1921 | 1961 | 1980 | 2011 | 2016 | 2019 | 2021 | 2024 |